# تفجير مسجد الرضا 2016
تفجير مسجد الرضا هو حادث اعتداء عن طريق إطلاق النار والأحزمة الناسفة نفذه شخصين وقع في يوم الجمعة 19 ربيع الآخر 1437 الموافق 29 يناير 2016 ضد مصلين في مسجد الإمام الرضا بحي محاسن بمدينة المبرز في محافظة الأحساء ونتج عنه مقتل 5 أشخاص وإصابة 36 آخرين بينهم 3 رجال أمن.

## التفاصيل
قام الانتحاري الأول بتفجير نفسه عن طريق حزام ناسف أمام مدخل المسجد بعد أن منعه مواطنون ورجال أمن من الدخول والانتحاري الثاني فشل في تفجير نفسه وألقي القبض عليه داخل المسجد بعد تبادله لإطلاق نار مع رجال أمن.

## أسماء الضحايا
- حسين البدر
- فؤاد الممتن
- محمد الممتن (ابن فؤاد الممتن)
- ماهر العبد الله
- صلاح الدريهم (توفي بعد اصابة بليغة)[2][3][4]

## أسماء المهاجمين
بحسب بيان وزارة الداخلية السعودية الانتحاري الأول هو عبد الرحمن عبد الله سليمان التويجري وسبق إيقافه قبل 3 أعوام بعد مشاركته في تجمعات واعتصامات في ما يعرف بأحداث بريدة 2013 وذكر البيان أن الانتحاري الثاني اللذي قبض عليه سيعلن عن اسمه لاحقا. وفي 1 فبراير أعلنت وزارة الداخلية السعودية أن الانتحاري الثاني الذي قبض عليه هو مصري الجنسية واسمه طلحة هشام محمد عبده وقدم للمملكة بتأشيرة زيارة عائلية لوالده المقيم في السعودية وهو هشام محمد عبده عبد الحليم 

## ردود الفعل

### المحلية
- أدانت الأمانة العامة لهيئة كبار العلماء السعودية بشدة، الحادث الإرهابي الآثم المجرم الذي استهدف المصلين بالمسجد الواقع بحي محاسن بمحافظة الأحساء.[7]

### الدولية
- الكويت: أعربت الكويت يوم الجمعة 29 يناير 2016 عن ادانتها واستنكارها الشديدين لحادث التفجير الإرهابي الذي استهدف مسجدًا في منطقة الأحساء شرقي المملكة العربية السعودية الشقيقة ما أدى إلى مقتل وجرح عدد من الأشخاص وأكد مصدر مسؤول في وزارة الخارجية في تصريح وقوف دولة الكويت إلى جانب المملكة العربية السعودية الشقيقة وتأييدها في كافة الإجراءات التي تتخذها لحماية أمنها واستقرارها.[8]
- قطر: أعربت دولة قطر عن إدانتها واستنكارها الشديدين للتفجير الذي استهدف مسجد الرضا بحي محاسن بمحافظة الأحساء اليوم، وأودى بحياة شخصين وإصابة سبعة آخرين وأكدت وزارة الخارجية القطرية في بيان لها أن هذا العمل الإجرامي يتنافى مع كل القيم والمبادئ الأخلاقية والإنسانية والديانات السماوية، معربة عن ثقتها في قدرة الأجهزة الأمنية بالمملكة على رصد وإبطال مثل هذه الأعمال الإجرامية وتقديم المجرمين للعدالة. كما أكد البيان وقوف دولة قطر بجانب المملكة العربية السعودية، وتأييدها الكامل لجميع الإجراءات التي تتخذها من أجل تعزيز الأمن والاستقرار وعبّر البيان عن تعازي دولة قطر لحكومة المملكة لذوي الضحايا والشعب السعودي، متمنيًا الشفاء العاجل للمصابين.[9]
- الإمارات العربية المتحدة: أدانت الإمارات العربية المتحدة، الجمعة، الهجوم الإرهابي الذي استهدف مسجدًا في محافظة الأحساء بالمملكة العربية السعودية الشقيقة وأكدت وزارة الخارجية في بيان، تضامن دولة الإمارات العربية المتحدة الكامل مع المملكة العربية السعودية الشقيقة، ووقوفها مع المملكة ضد كل عمل إرهابي يستهدف أمنها واستقرارها. وأعربت الوزارة في بيانها عن خالص تعازيها ومواساتها لحكومة المملكة العربية السعودية ولأسر الشهداء، متمنية الشفاء العاجل للمصابين. وجددت دولة الإمارات موقفها الثابت، بضرورة تضافر جهود المجتمع الدولي لاجتثاث آفة الإرهاب التي تتناقض مع كل القيم الأخلاقية والإنسانية.[10]
- البحرين: أدانت مملكة البحرين بشدة اليوم الجمعة الاعتداء الإرهابي الذي استهدف مسجدًا بمحافظة الأحساء شرقي المملكة العربية السعودية ما أدى إلى استشهاد وإصابة عدد من الأشخاص الأبرياء وأعربت الخارجية البحرينية في بيان صحفي نقلته وكالة الأنباء البحرينية عن بالغ التعازي وصادق المواساة لأسر الضحايا وذويهم متمنية الشفاء العاجل لجميع المصابين جراء هذه الجريمة النكراء التي لا تمت لأي دين بصلة وتتنافى مع القيم والمبادئ الأخلاقية والإنسانية.[11]
- منظمة التعاون الإسلامي: أدانت منظمة التعاون الإسلامي حادث التفجير الانتحاري الذي استهدف، اليوم الجمعة (29 يناير 2016)، مسجد الرضا في حي محاسن الأحساء بالمنطقة الشرقية من المملكة العربية السعودية، وأدى إلى استشهاد أربعة أشخاص وإصابة 18 آخرين وعبر الأمين العام للمنظمة، إياد أمين مدني، عن إدانته لهذا العمل الإرهابي الذي يكشف عن عبث واستهتار من قاموا به بمبادئ الإسلام الحنيف وبأرواح المصلين والأبرياء وعبر مدني عن خالص تعازيه لذوي المفقودين وللحكومة السعودية.[12]
- رابطة العالم الإسلامي: أدانت الأمانة العامة لرابطة العالم الإسلامي بمكة المكرمة الحادث الإرهابي الذي وقع أمس في مسجد الرضا بحي محاسن بمحافظة الاحساء السعودية، وأدى إلى استشهاد وإصابة عدد من المصلين وعبر الأمين العام لرابطة العالم الإسلامي الدكتور عبد الله بن عبد المحسن التركي في بيان صدر اليوم، عن بالغ أسفه إزاء الحادث الإرهابي، مشيراً إلى موقف الإسلام الواضح من هذه الأعمال الإجرامية من قبل هذه الفئات المنحرفة في فكرها انحرافًا خطيرًا، لكونها تسعى إلى زعزعة الأمن والاستقرار في المجتمعات المسلمة باسم الإسلام والشعارات الخادعة، ومحذرًا في الوقت نفسه من الانتساب إليها ودعمها بأي شكل من الأشكال.[13]
- اليمن: أدانت وزارة الخارجية اليمنية العمل الإرهابي الذي استهدف مسجد الرضا بمحافظة الأحساء السعودية ووصفت الوزارة في بيان صحفي التفجير بالعمل المنافي للدين والعرف والقيم، وأن المخطط له يهدف إلى إذكاء نار الكراهية وسط المجتمع السعودي واستنساخ جرائم مشابهه له في دول مجاورة زعزعة للأمن والاستقرار في المملكة وأوضح البيان أن هذه الأعمال اليائسة تأتي لتحرف الأنظار عن الهزائم المتوالية لإرهاب الميليشيا الطائفية ونجاحات السعودية في التصدي لمشروع تفجير المنطقة بالصراعات المذهبية.[14]
- الأردن: أدانت الحكومة الأردنية الهجوم الإرهابي الذي استهدف مسجدًا في محافظة الأحساء اليوم وأودى بحياة شخصين وإصابة سبعة آخرين وقال وزير الدولة لشؤون الإعلام الناطق الرسمي باسم الحكومة الأردنية الدكتور محمد المومني إن الهجوم الإجرامي الذي استهدف الأبرياء في مسجد الرضا يثبت مجددًا أن الإرهاب الأعمى لا يستثني أحدًا ويستهدف الجميع وأكد وقوف الأردن قيادة وشعبًا بجانب المملكة العربية السعودية ضد كل عمل إرهابي يستهدف أمنها واستقرارها وقدم المومني باسم الحكومة الأردنية التعازي والمواساة لحكومة المملكة العربية السعودية ولأسر الضحايا، متمنيًا الشفاء العاجل للمصابين.[15]
- مصر: أدان مفتي الجمهورية المصري فضيلة الدكتور شوقي علام، قيام متطرفين بعملية إرهابية استهدفت تفجير مسجد الإمام الرضا، في منطقة محاسن في الأحساء، أعقبه إطلاق نار، مما أسفر عن وفاة أربعة أشخاص وإصابة 18 آخرين.[16]
- الجزائر: أدانت الجزائر بشدة الهجوم الإرهابي الذي استهدف مسجد الرضا في محافظة الأحساء وقال الناطق باسم وزارة الخارجية الجزائرية عبد العزيز بن علي الشريف في تصريحات له اليوم: ندين بشدة الهجوم الإرهابي الذي استهدف اليوم مسجدًا في منطقة الأحساء بالمملكة العربية السعودية، مؤكداً أن آفة الإرهاب الخطيرة التي باتت تضرب كل يوم في كل مكان وبأبشع الأساليب، تستدعي التصدي لها بفعالية وتضافر وتكثيف جهود المجتمع الدولي وتنسيق العمل على جميع المستويات وعلى مختلف الصعد. وأضاف نتقدم بخالص التعازي لأسر الضحايا.[17]
- لبنان: أدان الأمين العام لحزب الله اللبناني حسن نصر الله، الهجوم الإرهابي على مسجد للشيعة بمدينة الأحساء شرق المملكة العربية السعودية يوم الجمعة 29 يناير/كانون الثاني. ووصف نصر الله، في كلمة متلفزة "الاعتداء الآثم الذي قام به التكفيريون في مسجد الإمام الرضاء في بلدة الأحساء بالـ"حادث الخطير جدا"، مشيرا إلى "ضرورة تجفيف منابع الإرهاب".[18]
- العراق: قال المتحدث باسم وزارة الخارجية العراقية أن «الوزارة تدين بشدة العمل التفجير الأرهابي الذي استهدف مسجد الرضا داخل حي محاسن، في الأحساء شرقي السعودية، ما أسفر عن استشهاد 4 أشخاص وإصابة 36 آخرين لافتة إلى أن التفجير هو استمرار لسلسلة العمليات الارهابية المرتبطة بتنظيم داعش».[19]
- المغرب: أعربت المغرب عن إدانتها الشديدة للاعتداء الغادر الذي استهدف أحد المساجد بمحافظة الأحساء بالمملكة العربية السعودية، وخلف عددًا من الضحايا وذكر بلاغ لوزارة الشؤون الخارجية والتعاون أن المملكة المغربية أعربت عن إدانتها لهذا العمل الإرهابي المقيت، الذي يهدف إلى بث الفتنة والبلبلة وزعزعة أمن واستقرار هذا البلد العربي الشقيق والمس بسلامة مواطنيه والمقيمين به وأضاف أن المملكة المغربية إذ تتقدم بأحر تعازيها إلى أسر الضحايا وللشعب السعودي الشقيق.[20]
- ألمانيا: أدان وزير الخارجية الألماني فرانك فالتر شتاينماير الاعتداء الإرهابي اللذي إستهدف أحد المساجد بالسعودية وقدم شتاينماير العزاء لأسر الضحايا والمصابين.[21]
- الولايات المتحدة: أعربت الولايات المتحدة عن إدانتها واستنكارها الشديدين لحادث التفجير الإرهابي الذي استهدف مسجدًا في منطقة الأحساء شرقي المملكة العربية السعودية، ما أدى إلى مقتل وجرح عدد من الأشخاص وقال المتحدث باسم الخارجية الأمريكية جون كيربي، عن عميق تعازيه لأسر ضحايا الهجوم على مسجد الأحساء وسرعة ومهنية قوات الأمن السعودية في التعامل مع الحادثة وتابع كيربي أن علاقات الولايات المتحدة بالسعودية ستظل قوية، مشددًا على تعاون البلدين لهزيمة تنظيم داعش الإرهابي.[22]
- إيران: أدانت الخارجية الإيرانية، يوم السبت 30 يناير 2016، الهجوم الإرهابي الذي استهدف مسجد «الإمام الرضا» بمدينة الأحساء بالسعودية.[23]